# Acianthera capillaris
Acianthera capillaris é uma espécie de orquídea (Orchidaceae), de morfologia muito variável, originária do Brasil que existe também ma maioria dos outros países sul americanos.<

## Publicação e sinônimos
- Acianthera capillaris (Lindl.) Pridgeon & M.W.Chase, Lindleyana 16: 242 (2001).

Sinônimos homotípicos:
- Pleurothallis capillaris Lindl., Edwards's Bot. Reg. 21: t. 1797 (1835).
- Humboltia capillaris (Lindl.) Kuntze, Revis. Gen. Pl. 2: 667 (1891).
- Specklinia capillaris (Lindl.) Luer, Monogr. Syst. Bot. Missouri Bot. Gard. 95: 259 (2004).
- Arthrosia capillaris (Lindl.) Campacci, Bol. CAOB 69-70: 26 (2008).

Sinônimos heterotípicos:
- Specklinia floribunda Lindl., Gen. Sp. Orchid. Pl.: 9 (1830).
- Pleurothallis floribunda (Lindl.) Lindl., Edwards's Bot. Reg. 28(Misc.): 73 (1842), nom. illeg.
- Pleurothallis longicaulis Lindl., Edwards's Bot. Reg. 28(Misc.): 72 (1842).
- Humboltia longicaulis (Lindl.) Kuntze, Revis. Gen. Pl. 2: 667 (1891).
- Pleurothallis triquetra Schltr., Repert. Spec. Nov. Regni Veg. 12: 488 (1913), nom. illeg.
- Pleurothallis sieberi Luer, Monogr. Syst. Bot. Missouri Bot. Gard. 20: 34 (1986).
- Acianthera longicaulis (Lindl.) Pridgeon & M.W.Chase, Lindleyana 16: 244 (2001).
- Acianthera sieberi (Luer) Pridgeon & M.W.Chase, Lindleyana 16: 246 (2001).
- Acianthera floribunda (Lindl.) F.Barros, Bradea 8: 294 (2002).
- Specklinia longicaulis (Lindl.) Luer, Monogr. Syst. Bot. Missouri Bot. Gard. 95: 261 (2004).
- Arthrosia floribunda (Lindl.) Luer, Monogr. Syst. Bot. Missouri Bot. Gard. 105: 248 (2006).
- Arthrosia longicaulis (Lindl.) Campacci, Bol. CAOB 69-70: 27 (2008).